# Campeonato Paulista 1979
In 1979 werd het 78ste Campeonato Paulista gespeeld voor voetbalclubs uit de Braziliaanse staat São Paulo. De competitie werd georganiseerd door de FPF en werd gespeeld van 1 juli 1979 tot 10 februari 1980. Corinthians werd kampioen. 
De clubs werden in de eerste twee toernooien in vier groepen van vijf clubs verdeeld en speelden elk één keer tegen elkaar en de clubs van de andere groepen.

## Eerste fase

### Groep A
| Plaats | Club        | Wed. | W  | G  | V  | Saldo | Ptn. |
| ------ | ----------- | ---- | -- | -- | -- | ----- | ---- |
| 1.     | Corinthians | 38   | 15 | 17 | 6  | 48:28 | 47   |
| 2.     | América     | 38   | 15 | 16 | 7  | 40:26 | 46   |
| 3.     | Botafogo    | 38   | 13 | 14 | 11 | 32:32 | 40   |
| 4.     | Francana    | 38   | 9  | 16 | 13 | 31:42 | 32   |
| 5.     | São Bento   | 38   | 10 | 12 | 16 | 36:46 | 32   |

|  | Geplaatst voor tweede fase |

### Groep B
| Plaats | Club             | Wed. | W  | G  | V  | Saldo | Ptn. |
| ------ | ---------------- | ---- | -- | -- | -- | ----- | ---- |
| 1.     | Guarani          | 38   | 18 | 11 | 9  | 55:26 | 47   |
| 2.     | Santos           | 38   | 15 | 14 | 9  | 48:37 | 44   |
| 3.     | Portuguesa       | 38   | 11 | 18 | 9  | 43:35 | 40   |
| 4.     | Inter de Limeiro | 38   | 12 | 15 | 11 | 36:46 | 39   |
| 5.     | Comercial        | 38   | 13 | 12 | 13 | 35:38 | 38   |

|  | Geplaatst voor tweede fase |

### Groep C
| Plaats | Club             | Wed. | W  | G  | V  | Saldo | Ptn. |
| ------ | ---------------- | ---- | -- | -- | -- | ----- | ---- |
| 1.     | São Paulo        | 38   | 15 | 13 | 10 | 42:33 | 43   |
| 2.     | Ponte Preta      | 38   | 10 | 19 | 9  | 32:27 | 39   |
| 3.     | Ferroviária      | 38   | 10 | 17 | 11 | 27:33 | 37   |
| 4.     | XV de Piracicaba | 38   | 12 | 8  | 18 | 32:48 | 32   |
| 5.     | Velo Clube       | 38   | 5  | 11 | 22 | 22:52 | 21   |

|  | Geplaatst voor tweede |
|  | Degradatie            |

### Groep D
| Plaats | Club      | Wed. | W  | G  | V  | Saldo | Ptn. |
| ------ | --------- | ---- | -- | -- | -- | ----- | ---- |
| 1.     | Palmeiras | 38   | 20 | 12 | 6  | 60:30 | 52   |
| 2.     | Juventus  | 38   | 13 | 9  | 16 | 33:43 | 35   |
| 3.     | Noroeste  | 38   | 7  | 21 | 10 | 29:30 | 35   |
| 4.     | XV de Jaú | 38   | 7  | 17 | 14 | 33:45 | 31   |
| 5.     | Marília   | 38   | 7  | 14 | 17 | 25:42 | 28   |

|  | Geplaatst voor tweede fase |
|  | Degradatie play-off        |

### Degradatie play-off
| Team #1 | Tot.  | Team #2     | 1ste wed | 2de wed | 3de wed |
| ------- | ----- | ----------- | -------- | ------- | ------- |
| Marília | 7 - 3 | Santo André | 2 - 0    | 1 - 2   | 4 - 1   |

## Tweede fase

### Groep A
| Plaats | Club        | Wed. | W | G | V | Saldo | Ptn. |
| ------ | ----------- | ---- | - | - | - | ----- | ---- |
| 1.     | Ponte Preta | 5    | 4 | 0 | 1 | 7:2   | 8    |
| 2.     | Corinthians | 5    | 3 | 1 | 1 | 5:2   | 7    |
| 3.     | Ferroviária | 5    | 2 | 3 | 0 | 6:4   | 7    |
| 4.     | São Paulo   | 5    | 1 | 2 | 2 | 4:5   | 4    |
| 5.     | América     | 5    | 1 | 0 | 4 | 3:7   | 2    |
| 6.     | Botafogo    | 5    | 0 | 2 | 3 | 1:6   | 2    |

|  | Geplaatst voor knock-outfase |

### Groep B
| Plaats | Club       | Wed. | W | G | V | Saldo | Ptn. |
| ------ | ---------- | ---- | - | - | - | ----- | ---- |
| 1.     | Palmeiras  | 5    | 4 | 1 | 0 | 13:2  | 9    |
| 2.     | Guarani    | 5    | 2 | 1 | 2 | 5:5   | 5    |
| 3.     | Juventus   | 5    | 1 | 3 | 1 | 5:5   | 5    |
| 4.     | Santos     | 5    | 1 | 2 | 2 | 7:8   | 4    |
| 5.     | Portuguesa | 5    | 1 | 2 | 2 | 7:12  | 4    |
| 6.     | Noroeste   | 5    | 1 | 1 | 3 | 3:8   | 3    |

|  | Geplaatst voor knock-outfase |

## Knock-outfase
|  | Halve finale | Halve finale | Halve finale |             |  | Finale | Finale | Finale |
|  |              |              |              |             |  |        |        |        |
|  | Corinthians  | 1            | 1            |             |  |        |        |        |
|  | Palmeiras    | 1            | 0            |             |  |        |        |        |
|  | Palmeiras    | 1            | 0            | Corinthians |  |        |        |        |
|  |              |              |              |             |  |        |        |        |
|  |              | Ponte Preta  |              |             |  |        |        |        |
|  | Ponte Preta  | 2            | 1            |             |  |        |        |        |
|  | Ponte Preta  | 2            | 1            |             |  |        |        |        |
|  | Guarani      | 1            | 0            |             |  |        |        |        |

Details finale
|                             |             |       |             |  |
| 3 februari Eerste wedstrijd | Corinthians | 1 – 0 | Ponte Preta |  |
| 3 februari Eerste wedstrijd |             |       |             |  |

|                             |             |       |             |  |
| 6 februari Tweede wedstrijd | Corinthians | 0 – 0 | Ponte Preta |  |
| 6 februari Tweede wedstrijd |             |       |             |  |

|                             |                           |       |             |  |
| 10 februari Derde wedstrijd | Corinthians               | 2 – 0 | Ponte Preta |  |
| 10 februari Derde wedstrijd | Sócrates 55' Palhinha 68' |       |             |  |

## Kampioen
| Campeonato Paulista de 1979      |
| São Paulo                        |
| -------------------------------- |
| CORINTHIANS Kampioen (17° titel) |